# Homomorfismo de anillos
Un homomorfismo de anillos es una aplicación entre anillos que conserva las estructuras de ambos como anillos.
En todo el artículo {\displaystyle (R,+,\cdot )} y {\displaystyle (S,+,\cdot )} son anillos.

## Definiciones
Dado que existen distintos tipos de anillos, hay que particularizar la definición.

### Caso general
Se dirá que la aplicación {\displaystyle f:R\to S} es un homomorfismo de anillos si se cumplen las siguientes dos condiciones:
1. {\displaystyle f(a+b)=f(a)+f(b)}, cualesquiera que sean {\displaystyle a,b\in R}.
2. {\displaystyle f(a\cdot b)=f(a)\cdot f(b)}, cualesquiera que sean {\displaystyle a,b\in R}.

La primera condición nos dice que {\displaystyle f} es en particular un homomorfismo de grupos entre los grupos abelianos {\displaystyle (R,+)} y {\displaystyle (S,+)}. Con esta definición se ve que la imagen de {\displaystyle f}, {\displaystyle \operatorname {im} (f)=f(R)}, es un subanillo de {\displaystyle (S,+,\cdot )}.
Se define el núcleo de f como el conjunto {\displaystyle \ker(f):=\{r\in R:f(r)=0\}}, es decir, {\displaystyle \ker(f)=f^{-1}(\{0\})}. El núcleo de cualquier homomorfismo es un ideal (bilátero).

### Anillos unitarios
Si {\displaystyle R} y {\displaystyle S} son anillos unitarios (cuyos elementos unidades son respectivamente {\displaystyle 1_{R}} y {\displaystyle 1_{S}}), entonces la aplicación {\displaystyle f:R\longrightarrow S} se dirá que es un homomorfismo de anillos unitarios si es un homomorfismo de anillos y además se cumple que {\displaystyle f(1_{R})=1_{S}}.
El resto de conceptos definidos en el apartado Caso general son válidos sin modificar nada para anillos unitarios.

## Tipos de homomorfismos de anillos
Se dice que {\displaystyle f} es un monomorfismo si es una aplicación inyectiva, es decir, {\displaystyle f(a)=f(b)} implica que {\displaystyle a=b}, cualesquiera que sean {\displaystyle a,b\in R}. Esto es equivalente a decir que {\displaystyle \ker(f)=\{0\}}.
Se dice que {\displaystyle f} es un epimorfismo si es una aplicación sobreyectiva, es decir, {\displaystyle f(R)=\operatorname {im} (f)=S}. No obstante, muchos autores prefieren no utilizar esta denominación, y hablar sólo de homomorfismos sobreyectivos (u homomorfismos exhaustivos). La razón es que el término epimorfismo tiene un significado más general en Teoría de Categorías. Desde este punto de vista (categórico), un epimorfismo de anillos no es necesariamente una aplicación sobreyectiva, aunque todos los homomorfismos de anillos sobreyectivos sí resultan ser epimorfismos.
Se dice que {\displaystyle f} es un isomorfismo si existe el homomorfismo inverso {\displaystyle f^{-1}:S\to R} de manera que {\displaystyle f\circ f^{-1}=\mathrm {Id} _{S}} y {\displaystyle f^{-1}\circ f=\mathrm {Id} _{R}}. Esto ocurre si y sólo {\displaystyle f} si es una aplicación biyectiva, es decir, {\displaystyle f}, es a la vez monomorfismo y homomorfismo exhaustivo.

## Propiedades
- {\displaystyle f(0)=0}. En efecto, {\displaystyle f(0)=f(0+0)=f(0)+f(0)}, luego {\displaystyle f(0)=0}.

- Si R' es subanillo de R, entonces {\displaystyle f(R')} es subanillo de S.

- Si S' es subanillo de S, entonces {\displaystyle f^{-1}(S')} es subanillo de R.

- Sean R y S dos anillos y ƒ un homomorfismo de R en S, entonces el núcleo de ƒ es un ideal bilátero.

- Sean R y S dos anillos y ƒ un homomorfismo de anillos de R en S. Entonces:

- si J es un ideal bilátero de S, {\displaystyle f^{-1}(J)} es un ideal bilátero de R. Si, además, J es un ideal primo de S, entonces {\displaystyle f^{-1}(J)} es un ideal primo de R.

- Si I es ideal por la izquierda de S, entonces {\displaystyle f^{-1}(I)} es ideal por la izquierda de R.

- Si I es ideal por la derecha de S, entonces {\displaystyle f^{-1}(I)} es ideal por la derecha de R.

- Sea R un anillo e I un ideal bilátero de R, entonces la aplicación canónica de R en el anillo cociente R/I es un homomorfismo suprayectivo.

- Si ƒ es homomorfismo exhaustivo e I es ideal por la izquierda de R, entonces {\displaystyle f^{-1}(I)} es ideal por la izquierda de R.

- Si ƒ es homomorfismo exhaustivo e I es ideal por la derecha de R, entonces {\displaystyle f^{-1}(I)} es ideal por la derecha de R.

- Si ƒ es homomorfismo exhaustivo e I es ideal de R, entonces {\displaystyle f^{-1}(I)} es ideal de R.

- Sean R y S dos anillos, y ƒ un homomorfismo de anillos de R en S. Usemos la notación s para la aplicación canónica de R en el anillo cociente R/I e i para el homomorfismo de ƒ(R) en S que a b asocia b. Entonces, i es un homomorfismo inyectivo, s es suprayectivo y existe una biyección b tal que:

- Si R es un cuerpo (es decir, todo elemento distinto de 0R tiene un inverso) y {\displaystyle S} es un anillo unitario con {\displaystyle 1_{S}\neq 0_{S}} (esto se puede asegurar pidiendo simplemente que S tenga más de dos elementos), entonces f es inyectivo. Es decir, todo homomorfismo de un cuerpo a un anillo unitario de más de un elemento es inyectivo.

| Demostración |
| Basta ver que {\displaystyle \ker f=\{0_{R}\}}. Sabemos que {\displaystyle \ker f\subseteq R} es un ideal y los únicos ideales de {\displaystyle R} son {\displaystyle \{0_{R}\}} y {\displaystyle R}, por ser un cuerpo. Basta pues ver que {\displaystyle \ker f\neq R}. Pero esto es inmediato, pues no todos los elementos de {\displaystyle R} van a {\displaystyle 0_{S}}. Concretamente, por definición, {\displaystyle f(1_{R})=1_{S}\neq 0_{S}}. {\displaystyle \quad \square } |